# People's Action Party (Singapore)
De People's Action Party (PAP) is een politieke partij in Singapore. De partij werd in 1954 opgericht door uit Groot-Brittannië teruggekeerde Chinezen uit de middenstand die een Britse opvoeding genoten hadden. De partij beheerst de regering van Singapore sinds de eerste officiële verkiezing in 1959.
Tussen 1963 en 1965, in de tijd dat Singapore deel uitmaakte van Maleisië, functioneerde de PAP als een Maleisische partij. Maar de mogelijkheid dat de PAP Maleisië zou kunnen regeren deed de relaties van de PAP met de UMNO en het Maleisisch nationalistische geloof in de Tanah Melayu verslechteren. Karakterverschillen tussen Lee Kuan Yew en de Maleisische premier Tunku Abdul Rahman veroorzaakten een crisis en leidden uiteindelijk tot de afscheiding van Singapore in 1965.
Omdat bijna alle beroepspolitici in Singapore lid zijn van de People's Action Party heeft de PAP een overweldigende meerderheid in het parlement. Dat is al zo sinds 1966, toen de oppositiepartij Barisan Sosialis Party (het Socialistische Front), een linkse partij die zich in 1961 van de PAP afsplitste, het parlement verliet, waardoor de PAP als enige partij overbleef. In de algemene verkiezingen van 1968, 1972, 1976 en 1980 won de PAP alle zetels van het groter wordende parlement.
De PAP was van oorsprong een socialistische partij, maar later verdreef de leider van de PAP de linkse factie. Daarmee bracht hij het ideologische standpunt van de partij meer in het midden van het politieke spectrum. Later, in de jaren zestig, is de partij nog verder naar rechts opgeschoven.
De partij is jarenlang geleid door Lee Kuan Yew, die ook van 1959 tot 1990 premier was. Daarna was Goh Chok Tong premier en tevens secretaris-generaal van de PAP. Zijn vicepremier was zijn zoon Lee Hsien Loong, die na het aftreden van zijn vader premier is geworden in 2004.
Weliswaar kan het economische succes van Singapore gezien worden als een verdienste van de PAP, maar de partij regeert het land wel met een ijzeren vuist. De partij beheerst de media, onderdrukt politiek afwijkende meningen en legt vaak tegenstanders via rechtszaken het zwijgen op.

## Verwijzingen
1. ↑  C.J.W.-L. Wee: "Asian Values", Singapore, and the Third Way: Re-Working Individualism and Collectivism in: Sojourn: Journal of Social Issues in Southeast Asia Vol. 14, No. 2, ASIAN WAYS: ASIAN VALUES REVISITED (Oktober 1999), pp. 332-358
2. ↑  Discovery Channel - A History of Singapore: Asian Tiger, Lion City, (c) Discovery Networks
3. ↑  B.H. Chua: Communitarian Ideology and Democracy in Singapore, Routledge (1995), ISBN 0-415-16465-6.